# Riverton Township (comté de Floyd, Iowa)
Riverton Township est un township, du comté de Floyd en Iowa, aux États-Unis,. 

## Source de la traduction
- (en) Cet article est partiellement ou en totalité issu de l’article de Wikipédia en anglais intitulé « Riverton Township, Floyd County, Iowa » (voir la liste des auteurs).